# Віком Вондерерз
«Віком Вондерерз» (англ. «Wycombe Wanderers Football Club») — професійний англійський футбольний клуб з міста Гай-Віком, графство Бакінгемшир. З сезону 2020-21 буде виступати у Чемпіонаті англійської футбольної ліги. Заснований 1887 року. Домашні матчі проводить на стадіоні «Адамс-Парк» місткістю 9 617 чоловік.